# Chotárny kopec
Chotárny kopec (906 m n. m.  ) je vrchol v severovýchodní části pohoří Javorníky a po Kazícke Kýčere druhý nejvyšší vrch geomorfologické části Rakovská hornatina. 

## Polohopis
Nachází se hranici okresů Čadca a Kysucké Nové Mesto přibližně 6 km jižně od Čadce a 8 km severně od Kysuckého Nového Mesta, přibližně 4 km východně leží Krásno nad Kysucou. Vrchol tvoří hranici katastrálních území města Čadca a obcí Dunajov a Ochodnica  a zároveň je i nejvyšším bodem těchto území.  Chotárny kopec leží v jihovýchodní části Rakovské hornatiny a ve východní části podcelku Vysoké Javorníky.  Vrchol kopce je zalesněný, proto poskytuje pouze omezené výhledy. Lepší výhledy jsou možné na severním svahu v lokalitě Črchľa.

## Přístup
Chotárny kopec je křižovatka turistických stezek. Křižuje se zde  červeně značená trasa (Javornická magistrála), která vede od železniční stanice v Čadci kolem Briavy a pokračuje na západ až jihozápad do Sedla pod Grapou s  zelenou značkou, která vede rovněž od stanice v Čadci přes osadu Kýčera a pokračuje na jih do Nesluše.  Nejlehčí přístup na vrchol je po  žluté značce ze Zákopčie (osada U Holých) do osady Blažkovci a odtud po  červené. Přístup z Čadce je po  červené nebo  zelené značce z centra města, případně z osady Vojty po  žluté, z níž je možné se napojit na některou z těchto dvou tras. Z jihu je možný přístup po  zelené značce z Ochodnice. 